# Де Сар, Алексис
Алексис Де Сар (фр. Alexis De Sart; 12 ноября 1996, Варем, Бельгия) — бельгийский футболист, полузащитник клуба «РВДМ47».
Алексис — сын Жана-Франсуа Де Сара, бывшего защитника сборной Бельгии и младший брат Жюльена Де Сара.

## Клубная карьера
Де Сар — воспитанник льежского «Стандарда». 30 июля 2015 года в отборочном матче Лиги Европы против боснийского клуба «Железничара» он дебютировал за команду. В начале 2016 года в поисках игровой практики де Сарт перешёл в «Сент-Трюйден». 23 января в матче против «Вестерло» он дебютировал в Жюпиле лиге. 4 ноября 2017 года в поединке против «Эйпена» Алексис забил свой первый гол за «Сент-Трюйден».
Летом 2019 года де Сар перешёл в «Антверпен». 28 июля в матче против «Эйпена» он дебютировал за новую команду. 19 января 2020 года в поединке против «Серкль Брюгге» Алексис забил свой первый гол за «Антверпен».
Летом 2021 года де Сар был арендован клубом «Ауд-Хеверле Лёвен». 25 июля в матче против «Мехелена» он дебютировал за новый клуб. В матче против «Кортрейка» Алексис забил свой первый гол за «Ауд-Хеверле Лёвен».

## Международная карьера
В 2019 году в составе молодёжной сборной Бельгии принял участие в молодёжном чемпионате Европы в Италии. На турнире он сыграл в матче против команды Испании.